# Гартмут Міхель
Гартмут Міхель (нім. Hartmut Michel; нар. 18 липня 1948 року, Людвігсбург, Німеччина) — німецький біохімік, лауреат Нобелівської премії з хімії 1988 року.

## Біографія і наукова робота
Гартмут Міхель народився в Людвігсбурзі в 1948 році, 1974 року закінчив Тюбінгенський університет, де в останній рік працював у лабораторії, що досліджувала АТФазну активність у галобактеріях. Після цього працював в області рентгеноструктурного аналізу мембранних білків. У 1982—1985 роках Міхель разом з Робертом Хубером та Йоганном Дайзенхофером зміг отримати точну структуру бактеріального реакційного фотосинтетичного центру, за що в 1988 році всі троє здобули Нобелівську премію з хімії.

## Основні публікації
- J. Deisenhofer, O. Epp, K. Miki, R. Huber & H. Michel (1985). Structure of the protein subunits in the photosynthetic reaction centre of Rhodopseudomonas viridis at 3Å resolution. Nature. 318 (6047): 618—624. doi:10.1038/318618a0.